# قطعنامه ۱۲۱۷ شورای امنیت
قطعنامه  ۱۲۱۷ شورای امنیت سازمان ملل متحد که در تاریخ ۲۲ دسامبر ۱۹۹۸ تصویب شد، سندی بین‌المللی دربارهٔ بررسی وضعیت در قبرس است. این قطعنامه طی نشست ۳۹۵۹ام با ۱۵ رای موافق، ۰ مخالف و ۰ ممتنع تصویب شد.